# 福原コーポレーション
福原コーポレーション（英語: Fukuhara Corporation）は、東京都中央区銀座に本社を置く不動産関連会社で、7つの子会社で構成する福原グループの中核企業。資生堂創業者の福原有信によって設立されて以来、現在までに代々同家の構成員が代表者を務める。
現在の代表は福原有信の長男である信一の長男・信和の長男で有信のひ孫にあたる有一。

## 沿革
- 1872年（明治5年）、福原有信が共同創業者の一人として日本初の西洋薬の調剤薬局として銀座にて資生堂薬舗を創業。後に袂を分かち、福原資生堂を興す[1]。
- 1921年（大正10年）、福原合名（現在の福原コーポレーション）および合資会社資生堂（現在の資生堂）の2社を設立。
- 1947（昭和22年）、福原興業株式会社に社名変更。
- 1974年（昭和49年）、生命保険事業を福原保険サービス株式会社（現在の株式会社フクハラアイズ）として分社子会社化。
- 1994年3月、福原有一が代表取締役社長に就任。
- 2007年、株式会社福原コーポレーションへ社名変更。

## 所有不動産
- 資生堂銀座ビル用地（東京都中央区銀座7-5-5）
- FUKUHARA GINZA（東京都中央区銀座7-8-10）
- 汐留FSビル（東京都港区東新橋1-1-16）

## 福原グループ
福原コーポレーションは同社を中核企業とし、7つの子会社で構成される福原グループを形成している。グループ各社は以下の通り。
- 株式会社フクハラアイズ（資生堂グループ従業員への販売を中心とする総合保険代理業）
- 株式会社アスム（各種建物等の総合管理と運営）
- エフクリエイション株式会社（広告企画、デザイン制作）
- 福原サポート&サービス株式会社（国内外向けトイレトリーおよび家庭用品等の企画・制作・販売）
- 株式会社ボーテ福原（化粧品、医療品の企画・製造・販売）
- 株式会社ユニダイム（広告代理業）
- 株式会社永図（飲食店の経営）

## ガストロノミー・外食事業
- 晶（豊洲市場内江戸前鮨）
- Ab・de・F（北品川エビフライ専門店）
- 1864（銀座会員制ステーキハウス）